# Ferrand Martínez
Ferrand Martínez va ser un canonge de Toledo i secretari de la cancelleria d'Alfons X el Savi i Sanç IV de Castella i va viure en la segona meitat del segle xiii. És reconegut per gran part de la crítica literària com l'autor del Libro del cavallero Zifar.
L'autoria de Ferrand Martínez per al Zifar té el seu origen en un conte o exemplum que conforma el pròleg d'aquest llibre, en el qual es compta amb detalls històricament comprovats una història en la qual apareix amb gran protagonisme el tal Ferrand Martínez encara que al·ludit en tercera persona. La veracitat i minúcia dels detalls biogràfics i històrics que d'ell es conten ha fet pensar a gran part de la crítica, des que Marcelino Menéndez Pelayo ho postulara en Orígenes de la novela fins als nostres dies, que l'autor mateix era aquest Ferrán o Ferrand Martínez.
Francisco José Hernández, en el seu article «Ferrán Martínez, "escrivano del rey", canonge de Toledo i autor del Libro del Cavallero Zifar» va trobar proves documentals que un tal Ferrán Martínez, canonge de Toledo és la mateixa persona que un homònim personatge que va ser segellador i escribà dels reis Alfonso X i Sancho IV i que va ser expulsat de la cancelleria real en 1295. Segons les seues investigacions, Ferrán Martínez va estar a Itàlia entre 1296 i 1298 i va poder escriure el Zifar entre 1300 i 1304. Per a aquest autor, molts dels coneixements jurídics i cancellerescs que es reflecteixen en el decurs de l'obra reflecteixen la formació i interessos d'un clergue lletrat com Ferrand Martínez. Així mateix, molts esdeveniments del Zifar serien transposicions a la ficció d'esdeveniments de l'època viscuts pel seu autor, començant pels més evidents del pròleg, on apareix l'arquebisbe de Toledo Gonzalo García Gudiel (un personatge històric autèntic) i referències a un jubileu que efectivament va tenir lloc en 1300, a més d'altres personatges històrics, com Fernando, arquebisbe de Calahorra del que assenyala el pròleg una data de mort coincident amb la històrica.
Juan Manuel Cacho Blecua, no obstant això, rebutja que el personatge del conte fora l'autor del Llibre del cavallero Zifar en el seu article «Els problemes del Zifar», adduint que era habitual la inclusió d'un exemplum en el pròleg, ja que era un dels procediments d'inici d'una obra que es recomanava en les arts poeticae pel ordo artificialis, com reflecteix Brunetto Latini en el Llibre del Tresor, qui diu que el pròleg ha d'incloure «un enxiemplo o proverbio o sentencia o autoridat de los sabio». Per tot això, Juan Manuel Cacho Blecua conclou que Ferrán Martínez no hagué d'escriure el Libro del cavallero Zifar, però sens dubte va tenir una estreta relació amb l'autor i amb els cercles *toledanos propers a la cancelleria real.